# Arrondissement de Rawitsch
L'arrondissement de Rawitsch, à la limite sud de la province prussienne de Posnanie, existe de 1887 à 1920. L'ancien territoire de l'arrondissement appartient désormais à la voïvodie polonaise de Grande-Pologne.
L'arrondissement de Rawitsch est également le nom d'une unité administrative allemande dans la Pologne occupée pendant la Seconde Guerre mondiale (1939-1945) .

## Superficie
L'arrondissement de Rawitsch a une superficie de 496 km².

## Histoire
Le 1er octobre 1887, l'arrondissement de Rawitsch est formé à partir de la partie sud de l'arrondissement dissous de Kröben. La ville de Rawitsch devient le siège du bureau de l'arrondissement et du chef-lieu de l'arrondissement.
Le 27 décembre 1918, le soulèvement de la majorité polonaise contre la domination allemande commence dans la province de Posnanie, et la partie nord-est de l'arrondissement est sous contrôle polonais après seulement quelques jours. Le sud-ouest autour de Rawitsch et Bojanowo reste occupé par les Allemands.
Le 16 février 1919, un armistice met fin aux combats germano-polonais et le 28 juin 1919, le gouvernement allemand cède officiellement l'arrondissement de Rawitsch à la Pologne nouvellement fondée avec la signature du traité de Versailles. Le 25 novembre 1919, l'Allemagne et la Pologne concluent un accord sur l'évacuation et la remise des territoires à céder, qui est ratifié le 10 janvier 1920. L'évacuation du territoire restant sous contrôle allemand, y compris le chef-lieu de l'arrondissement Rawitsch, et la remise à la Pologne ont lieu entre le 17 janvier et le 4 février 1920.

## Évolution de la démographie
| Année                                | 1890                | 1895   | 1900            | 1905              | 1910             |
| ------------------------------------ | ------------------- | ------ | --------------- | ----------------- | ---------------- |
| Habitants,                           | 49.320              | 49.896 | 49.149          | 48.850            | 50.523           |
| Protestants Catholiques Juifs        | 19.040 29.132 1.115 |        | 17.891 30.465 ? | 17.636 30.559 596 | 17.550 32.370 ?  |
| Germanophones Bilingues Polonophones |                     |        |                 | 21.601 454 26.781 | 21.253 92 29.150 |

En 1910, environ 60 % des habitants sont polonais et 40 % allemands. Une grande partie des habitants allemands quitte l'arrondissement après 1919/20.

## Politique

### Administrateurs de l'arrondissement
1887–189100Eugen von Steinmann (de)
1891–189900Max Otto Lewald (de)
1898–189900Friedrich von Laer (de)
1899–191300Heinrich von Schacky
1913–192000William Bernhard von Guenther (de)

### Élections
L'arrondissement de Rawitsch, avec la majeure partie de l'arrondissement de Gostyn, appartient à la 5e circonscription électorale du district de Posen au Reichstag. La circonscription est remportée par les candidats de la Fraction polonaise aux élections du Reichstag entre 1887 et 1912 :
- 188700Adam Czartoryski (de)
- 189000Adam Czartoryski
- 189300Adam Czartoryski
- 189800Idzizlaw Czartoryski
- 190300Joseph von Mycielski (de)
- 190700Anton Stychel (de)
- 191200Anton Stychel

## Structure administrative
Au 1er janvier 1908, les cinq villes de Rawitsch, Bojanowo, Görchen, Jutroschin et Sarne (de) appartiennent à l'arrondissement de Rawitsch. Les 80 communes et 47 districts de domaine (à partir de 1908) sont regroupés pour former des districts de police.

## Communes
Au début du XXe siècle, les communes suivantes appartiennent à l'arrondissement :
| - Alt Guhle - Bärsdorf - Bartoschewitz - Bojanowo, ville - Chojno - Damme - Dlonie - Domaradzitz - Dombrowka golina - Dombrowka Konarzewo - Dubin - Dubinko - Friedrichsort - Gerlachowo - Golejewo - Görchen, ville - Goretschki - Gory - Gostkowo - Gründorf - Gußwitz - Izbice | - Janowo - Jeziora - Jutroschin, ville - Karolinenthal - Kawitsch - Konary - Konarzewo - Korngut - Kubeczki - Lang Guhle - Laszczyn - Lindenhof - Lonkta - Massel - Nadstawen - Neu Grombkowo - Neu Sielec - Niedzwiadki - Niemarzyn - Osiek - Ostoje - Ostrobudki | - Pakoslaw - Pakoswalde - Pakowko - Pawlowo - Piskornia - Platschkowo - Podborowo - Pomotzno - Rawitsch, ville - Rogozewo - Rostempniewo - Roszkowo - Rzyczkowo - Sackern - Sarne (de), ville - Sarnowko - Schlemsdorf - Sikorzyn - Slonskowo - Slupia - Sobialkowo - Sonnenthal | - Sowiny - Sowy - Stwolno - Sworowo - Szkaradowo - Szymanowo - Szymonki - Tarchalin - Ugoda - Waschke - Weißkehle - Wilhelmsgrund - Woszczkowo - Wydawy - Zaborowo - Zaorle - Zawada - Zawady - Zmyslowo - Zolendnice - Zylice |

Les communes d'Alt Chojno et de Neu Chojno sont réunies avant 1908 pour former la commune de Chojno. Au début du XXe siècle, plusieurs noms de lieux sont germanisés.

## L'arrondissement de Rawitsch en Pologne occupée (1939-1945)

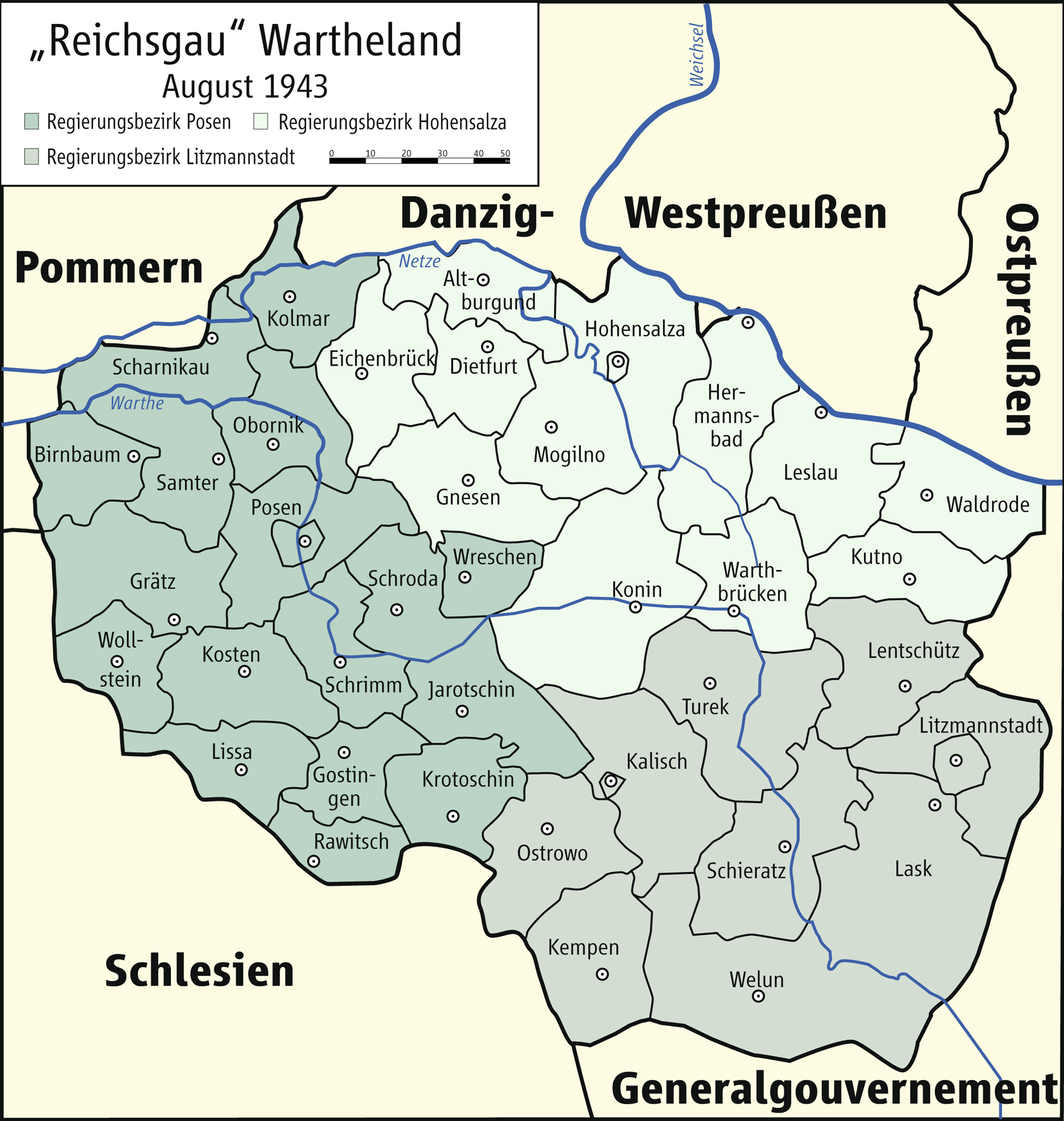
Districts et arrondissements du Reichsgau Wartheland

### Histoire
Pendant la Seconde Guerre mondiale, les autorités d'occupation allemandes forment l'unité administrative de l'arrondissement de Rawitsc. L'annexion de la région par le Reich allemand, réalisée le 26 octobre 1939, est cependant sans effet sur le plan du droit international en tant qu'acte de force unilatéral. Pendant l'occupation allemande, seules Rawicz et Bojanowo reçoivent le statut de ville en 1942 selon les règlements municipaux allemands de 1935, les autres communes sont regroupées en districts de bureau. L’occupation allemande prend fin avec l’invasion de l’Armée rouge en janvier 1945.

### Commissaire régional
1939–999900Schmöckel

### Administrateurs de l'arrondissement
1939–194100Schmöckel
1941–194200Erwin Olsen (de)
1942–999900Manske
1942–194500Fritz Ansorge

### Changements de noms de lieux
Pendant l'occupation allemande de la Seconde Guerre mondiale, un décret non publié du 29 décembre 1939 reprend d'abord les noms de lieux en vigueur en 1918, mais des germanisations "sauvages" sont rapidement effectuées par les autorités locales d'occupation. Le 18 mai 1943, toutes les localités disposant d'une station postale ou ferroviaire reçoivent des noms allemands, il s'agit le plus souvent d'adaptations phonétiques, de traductions ou d'inventions libres.
Grandes communes de l'arrondissement de Rawitsch :
| Nom polonais     | Nom allemand (1815–1919/20)                         | Nom allemand (1939–1945)                   |
| ---------------- | --------------------------------------------------- | ------------------------------------------ |
| Bojanowo         | Bojanowo                                            | Schmückert                                 |
| Chojno           | Chojno                                              | Kiefernrode                                |
| Dębno Polskie    | Damme                                               | Damme                                      |
| Domaradzice      | Domaradzitz                                         | Urnenfeld                                  |
| Dubin            | Dubin                                               | 1939–1943 Spitzwald 1943–1945 Spitzwall    |
| Gołaszyn         | Bärsdorf                                            | Bärsdorf                                   |
| Golina Wielka    | Lang Guhle                                          | 1939–1943 Lang Guhle 1943–1945 Langguhle   |
| Jutrosin         | Jutroschin                                          | 1939–1943 Orlahöh 1943–1945 Horlen         |
| Konary           | Konary                                              | Korngut                                    |
| Miejska Górka    | Görchen                                             | Görchen                                    |
| Ostoje           | Ostoje                                              | Standort                                   |
| Rawicz           | Rawitsch                                            | Rawitsch                                   |
| Sarnowa          | Sarne                                               | Sarne                                      |
| Sierakowo        | Wilhelmsgrund                                       | Wilhelmsgrund                              |
| Słupia Kapitulna | Slupia, älter Schluppe                              | 1939–1943 Langenfeld 1943–1945 Langenreihe |
| Sobiałkowo       | Sobialkowo                                          | Altrecht                                   |
| Sowy             | Sowy                                                | Scholzhufen                                |
| Szkaradowo       | Szkaradowo, älter Cardove                           | Deutschwehr                                |
| Szymanowo        | Szymanowo 1906–1920 Friedrichsweiler, älter Simnove | Friedrichsweiler                           |
| Wydawy           | Wydawy, älter Witave                                | Außenfelde                                 |
| Zielona Wieś     | Gründorf                                            | Gründorf                                   |